# Divisão Militar da Guarda Real de Polícia
A Divisão Militar da Guarda Real de Polícia do Rio de Janeiro ou abreviadamente Guarda Real da Polícia (GRP) foi um corpo policial militar, criado em 13 de maio de 1809, pelo príncipe regente D. João (futuro rei D. João VI de Portugal), responsável por efetuar o policiamento ostensivo e manter a ordem pública na cidade do Rio de Janeiro, então sede da corte e capital portuguesa.
Constituía uma corporação congênere dos corpos militares de policiamento que haviam já sido criados em Portugal, primeiro na cidade de Lisboa em 1801 e depois na cidade do Porto.
Contudo, o surgimento das policias militares brasileiras deu-se em Minas Gerais, onde já havia uma estrutura de força militar com funções semelhantes às de policiamento e controle social desde o período colonial. Em 1775, uma reorganização militar na capitania, com a criação do Regimento Regular de Cavalaria de Minas (RRCM), que é a célulamater da Polícia Militar de Minas Gerias (PMMG), resultou na substituição dos antigos terços por corpos auxiliares organizados em regimentos. Esse novo corpo atuava em atividades internas como patrulhamento e repressão, sendo empregado principalmente na proteção do escoamento do ouro pelas estradas reais até o litoral brasileiro e na preservação da ordem pública na capitania de Minas Gerais. Assim, marcando essa organização militar como uma das mais antigas expressões de força policial estruturada no Brasil, anterior ainda à criação da Guarda Real de Polícia no Rio de Janeiro em 1809. Portanto, a Polícia Militar de Minas Gerais é a polícia militar mais antiga do Brasil. A legislação imperial registra, ainda, a criação de outros corpos policiais nas províncias, como em 1818 no Pará, em 1820 no Maranhão, em 1825 na Bahia e em Pernambuco, e em 1834 no Espírito Santo.

## História
Na sequência da invasão e ocupação francesa do território continental europeu de Portugal, a mando de Napoleão Bonaparte, as autoridades portuguesas decidem estrategicamente a transferência da Corte para o Brasil, evitando assim a sua captura pelo Exército Francês e garantindo que a mesma poderia continuar a governar livremente a partir de território português, o que asseguraria a continuidade da independência e soberania portuguesa. Aqui chegando, a Corte instalou-se na cidade do Rio de Janeiro, iniciando a reorganização do Estado no dia 11 de março de 1808, com a nomeação de ministros.
A segurança pública, na época, era executada pelos chamados "quadrilheiros", corpo tradicional existente desde a Idade Média, responsável pelo policiamento urbano das cidades e vilas de Portugal, e que fora estendido ao Brasil colonial. Eles eram responsáveis pelo policiamento das 75 ruas e alamedas da cidade do Rio de Janeiro. Com a chegada dessa "nova população", os quadrilheiros não eram mais suficientes para fazer a proteção da Corte, então com cerca de 60 000 pessoas, mais da metade composta por escravos.
Em 13 de maio de 1809, dia do aniversário do Príncipe Regente D. João, este criou a Divisão Militar da Guarda Real da Polícia, sendo esta formada por 218 guardas com organização, armas e trajes idênticos aos da Guarda Real da Polícia de Lisboa. Era composta por um estado-maior, três companhias de infantaria e uma companhia de cavalaria. Seu primeiro comandante foi José Maria Rebello de Andrade Vasconcellos e Souza, ex-capitão da Guarda de Lisboa. Como seu auxiliar foi escolhido um brasileiro nato, o major de milícias Miguel Nunes Vidigal, a Companhia de Cavalaria ficou a cargo de um oficial britânico, o alferes John Thomas David que, juntamente com alguns outros, ficaram no Brasil para auxiliar na segurança da família real.
A Guarda Real da Polícia teve participação decisiva em momentos importantes da história brasileira como, por exemplo, na Independência do país. No início de 1822, com o retorno de Dom João VI a Portugal, começaram as articulações para tornar o Brasil um país independente. A Divisão Auxiliar do exército português, estacionada no Rio de Janeiro, por ordem das Cortes, tentam forçar a volta do então príncipe Dom Pedro I, para que este jure a nova Constituição, ao que a tropa Guarda Real de Polícia, sob o comando do major Manoel dos Santos Portugal, a afronta e faz com que a mesma não só desista da ação, mas também retorne a Portugal. Meses depois, ao lado da princesa Dona Leopoldina e do ministro José Bonifácio de Andrade e Silva, a corporação manteve a ordem pública na cidade de forma coesa e fiel ao príncipe, enquanto ele viajava às terras do atual estado de São Paulo.
Quando da independência do Brasil e sua transformação em Império, teve sua denominação alterada para Imperial Guarda de Polícia e atuou na contenção de diversas rebeliões, tanto na capital imperial quanto nos diversos pontos do país. Com a situação sui generis da província do Rio de Janeiro, que foi administrada desde a transferência da capital do estado do Brasil para a cidade do Rio de Janeiro diretamente pelo governo central, o policiamento das cidades do interior fluminense também estava sob a responsabilidade desta Guarda e de antigos quadrilheiros que ainda se mantinham responsáveis pelas vilas, mas agora sendo assistidos pelas autoridades da corte.
Em 17 de julho de 1831, a Imperial Guarda de Polícia é desmantelada, e substituída por um órgão de natureza civil que seria responsável pela segurança da cidade. Entretanto, isso acaba por aumentar a violência no Rio de Janeiro e, em 10 de outubro daquele ano, o regente Diogo Feijó resolve criar o Corpo de Guardas Municipais Permanentes, uma instituição policial militarizada e a comando de oficiais do exército. Tal situação ocorre após diversas rebeliões militares, a qual levou o então regente a considerar, inclusive, o fim do exército permanente e sua substituição por cidadãos que pudessem ser mobilizados em caso de ameaças ao país. Tal ideia não foi adiante e pouco tempo depois, abandonada.
A partir do ano de 1835, aquele corpo policial não mais será responsável pelo policiamento das áreas do interior e baixadas fluminenses, já que, após a promulgação do Ato Adicional de 1834, separa-se a cidade do Rio de Janeiro do restante da província, que passa a ter governo próprio, e que tão logo é possível organiza a Guarda Policial da Província do Rio de Janeiro, a exemplo do que ocorria nas demais províncias brasileiras.
As denominações que se seguiram à essas mudanças na corporação carioca, ao longo dos anos, foram: Corpo Municipal Permanente da Corte (1842), Corpo Policial da Corte (1858), Corpo Militar de Polícia da Corte (1866), Corpo Militar de Polícia do Município Neutro (1889), Regimento Policial da Capital Federal (1890), Brigada Policial da Capital Federal (1890), Força Policial do Distrito Federal (1905), Brigada Policial do Distrito Federal (1911), Polícia Militar do Distrito Federal (1920), e Polícia Militar do Estado do Guanabara (1960), resultado de diversas reorganizações estruturais e mesmo de mudanças político-institucionais ocorridas ao longo dos anos, até o retorno da cidade do Rio ao antigo estado, no ano de 1975.
Atualmente, as Polícias Militares do Estado do Rio de Janeiro e do Distrito Federal, em Brasília, compartilham dessa história comum de formação.